# Dollhouse – A felejtés ára
A Dollhouse – A felejtés ára (Dollhouse) 2009 és 2010 között vetített amerikai sci-fi-dráma sorozat. Az amerikai FOX csatornán indult 2009. február 13-án.

## Főszereplők
| Szerepnév                | Színész(nő)     | Magyar Hang       |
| ------------------------ | --------------- | ----------------- |
| Echo / Caroline Farrell  | Eliza Dushku    | Solecki Janka     |
| Boyd Langton             | Harry J. Lennix | Berzsenyi Zoltán  |
| Topher Brink             | Fran Kranz      | Karácsonyi Zoltán |
| Paul Ballard             | Tahmoh Penikett | Czvetkó Sándor    |
| Victor / Anthony Ceccoli | Enver Gjokaj    | Viczián Ottó      |
| Sierra / Priya Tsetsang  | Dichen Lachman  | Zakariás Éva      |
| Adelle DeWitt            | Olivia Williams | Pikali Gerda      |

## Mellékszereplők
| Szerepnév                             | Színész(nő)       | Magyar Hang          |
| ------------------------------------- | ----------------- | -------------------- |
| November / Madeleine «Mellie» Costley | Miracle Laurie    | Kelemen Kata         |
| Whisky / Dr. Claire Saunders          | Amy Acker         | Csondor Kata         |
| Laurence Dominic                      | Reed Diamond      | Fazekas István       |
| Alpha / Carl William Craft            | Alan Tudyk        | Csík Csaba Krisztián |
| Joe Hearn                             | Kevin Kilner      | Balázsi Gyula        |
| Ivy                                   | Liza Lapira       | Molnár Ilona         |
| Bennett Halverson                     | Summer Glau       | Vadász Bea           |
| Matthew Harding                       | Keith Carradine   | Bácskai János        |
| Dr. Nolan Kinnard                     | Vincent Ventresca | Galbenisz Tomasz     |

## Nézettség
A sorozat nem tartozik a legnézettebb sorozatok közé, az első epizódot (pilot) 4,75 millióan nézték, ezután nem érte el ezt a számot, éppen csak megközelítette. A finálét rekord alacsonyan nézték, ám a készítők bizalmat szavaztak a második évadra. A sorozat helyzete még rosszabb lett, mint a nyitó évadban volt, így a FOX megkísérelte a VirtualEcho kampányt.

## Epizódok
A sorozat 1. évadja lement a FOX-on. A 2. évad 2009. szeptember 18-án indult volna, de a premiert egy héttel elcsúsztatták, így szeptember 25-én került adásba. 4 epizód után a novemberi sweeps-re száműzték, ám ez idő alatt bejelentették a visszavonást. A sorozat fináléját 2010. január 29-én adták le.
| Évad | Évad | Epizód | Évad premier         | Évad finálé      |
| ---- | ---- | ------ | -------------------- | ---------------- |
|      | 1    | 12     | 2009. február 13.    | 2009. május 8.   |
|      | 2    | 13     | 2009. szeptember 25. | 2010. január 29. |

### 1. évad
| Eredeti cím                | Eredeti vetítés dátuma | Magyar cím               | Magyar vetítés dátuma | Epizód # | Nézettség |
| -------------------------- | ---------------------- | ------------------------ | --------------------- | -------- | --------- |
| Ghost                      | 2009. február 13.      | Szellem                  | 2010. január 4.       | 101      | 4,715     |
| The Target                 | 2009. február 20.      | Célpont                  | 2010. január 11.      | 102      | 4,22      |
| Stage Fright               | 2009. február 27.      | Lámpaláz                 | 2010. január 18.      | 103      | 4,13      |
| Gray Hour                  | 2009. március 6.       | Rövidzárlat              | 2010. január 25.      | 104      | 3,55      |
| True Believer              | 2009. március 13.      | Igaz hívő                | 2010. február 1.      | 105      | 4,3       |
| Man on the Street          | 2009. március 20.      | Érzelemkitörés           | 2010. február 8.      | 106      | 4,13      |
| Echoes                     | 2009. március 27.      | Visszhangok              | 2010. február 15.     | 107      | 3,87      |
| Needs                      | 2009. április 3.       | Memóriazavar             | 2010. február 22.     | 108      | 3,49      |
| A Spy in the House of Love | 2009. április 10.      | Farkas a bárányok között | 2010. március 1.      | 109      | 3,56      |
| Haunted                    | 2009. április 24.      | Élet a halál után        | 2010. március 8.      | 110      | 2,99      |
| Briar Rose                 | 2009. május 1.         | Csipkerózsika            | 2010. március 22.     | 111      | 3,1       |
| Omega                      | 2009. május 8.         | Szerelem első látásra    | 2010. március 29.     | 112      | 2,75      |
| Epitaph One                | csak DVD-n             | Káosz 1.                 | 2013. február 14.     | 113      | -         |

### 2. évad
| Eredeti cím             | Eredeti vetítés dátuma | Magyar cím       | Magyar vetítés dátuma | Epizód # | Nézettség |
| ----------------------- | ---------------------- | ---------------- | --------------------- | -------- | --------- |
| Vows                    | 2009. szeptember 25.   | Hibás üzemmód    | 2013. november 19.    | 201      | 2,56      |
| Instinct                | 2009. október 2.       | Anyai ösztön     | 2013. november 20.    | 202      | 2,09      |
| Belle Chose             | 2009. október 9.       | Kontroll nélkül  | 2013. november 21.    | 203      | 2,25      |
| Belonging               | 2009. október 23.      | A bosszú         | 2013. november 22.    | 204      | 2,15      |
| The Public Eye          | 2009. december 4.      | Nyilvánosság     | 2013. november 25.    | 205      | 2,15      |
| The Left Hand           | 2009. december 4.      | A hamis vallomás | 2013. november 26.    | 206      | 1,99      |
| Meet Jane Doe           | 2009. december 11.     | A teszt          | 2013. november 27.    | 207      | 2,72      |
| A Love Supreme          | 2009. december 11.     | Elvesztett csata | 2013. november 28.    | 208      | 2,13      |
| Stop Loss               | 2009. december 18.     | Toborzás         | 2013. november 29.    | 209      | 2,10      |
| The Attic               | 2009. december 18.     | Az összeesküvők  | 2013. december 2.     | 210      | 2,10      |
| Getting Closer          | 2010. január 8.        | Célkeresztben    | 2013. december 3.     | 211      | 2,38      |
| The Hollow Men          | 2010. január 15.       | Árnyék nélkül    | 2013. december 4.     | 212      | 2,09      |
| Epitaph Two: The Return | 2010. január 29.       | A káosz vége     | 2013. december 5.     | 213      | 2,16      |

## DVD-kiadás
Magyarországon a sorozat 2010. május 4-én, Dollhouse - a felejtés ára címmel jelent meg DVD-n. A 4 lemezes kiadáson megtalálható az évad mind a 13 epizódja, valamint az eredeti nyitóepizód. A sorozat részeihez 5.1-es magyar hang (!) tartozik, angol, cseh, spanyol további hangokkal (a spanyol hang sztereo, a többi 5.1) és feliratokkal. A lemezeken audiokommentárok és kimaradt jelenetek is találhatóak.